# Milton (Florida)
Milton es una ciudad ubicada en el condado de Santa Rosa en el estado estadounidense de Florida. En el Censo de 2010 tenía una población de 8.826 habitantes y una densidad poblacional de 599,95 personas por km².

## Geografía
Milton se encuentra ubicada en las coordenadas 30°37′46″N 87°3′9″O / 30.62944, -87.05250, en la región conocida como mango de Florida. Según la Oficina del Censo de los Estados Unidos, Milton tiene una superficie total de 14.71 km², de la cual 14.14 km² corresponden a tierra firme y (3.87%) 0.57 km² es agua.

## Demografía
Según el censo de 2010, había 8.826 personas residiendo en Milton. La densidad de población era de 599,95 hab./km². De los 8.826 habitantes, Milton estaba compuesto por el 77.36% blancos, el 13.9% eran afroamericanos, el 0.73% eran amerindios, el 2.23% eran asiáticos, el 0.26% eran isleños del Pacífico, el 1.5% eran de otras razas y el 4.02% pertenecían a dos o más razas. Del total de la población el 4.83% eran hispanos o latinos de cualquier raza.